# Герб Ла-Ріохи
Іспанська автономна громада та провінція Ла-Ріоха має герб, який був присвоєний колишній провінції Логроньо в 1957 році, а нинішній автономній громаді від її заснування в 1982 році. Він складається із щита, який розсічено надвоє, що містить відповідно Хрест Святого Якова та замок над річкою Ебро. Щит увінчує королівська корона.  

## Закон
Згідно третьої статті Статуту автономії Ла-Ріоха, Органічне право 3/1982: 
" Автономна громада Ла-Ріоха має власний гімн та герб, який може бути змінений лише законом парламенту Ла-Ріохи, який підтримується двома третинами членів "
Відповідно до шостої та сьомої статті Закону 4/1985 від 31 травня (BOLR n. 64, 4 червня): 
"Герб Ла-Ріохи залиштвований, розсічений та увінчаний закритою королівською короною. У першому золотому півполі червоний хрест Святого Якова на зеленій вершині гори Латурс, що супроводжений двома срібними паломницькими мушлями обрамленими в червінь. У другому червоному півполі золотий замок із трьома вежами-мелонами над мостом мурованим чорним, а під ним - хвиляста срібно-синя основа. На лиштві три лілеї».
"Герб Ла-Ріоха може з'явитися посеред прапора ".
Герб має бути: 
- на сайтах уряду та парламенту Ла-Ріохи;
- на титулах та відзнаках Автономної громади Ла-Ріохи;
- на емблемах, якими користуються органи громади та члени регіонального парламенту.

Існує також спрощена версія герба, більш символічна і підходить для чорно-білих та кольорових зображень ескізів, згідно з Посібником про корпоративну особу, Указ 20/2003, 20 травня 2003 року, який визначає інституційну графічну ідентичність автономної громади Ла-Ріоха та його Президент (БОР № 70, 5 червня 2003 р.).   

## Історія та значення

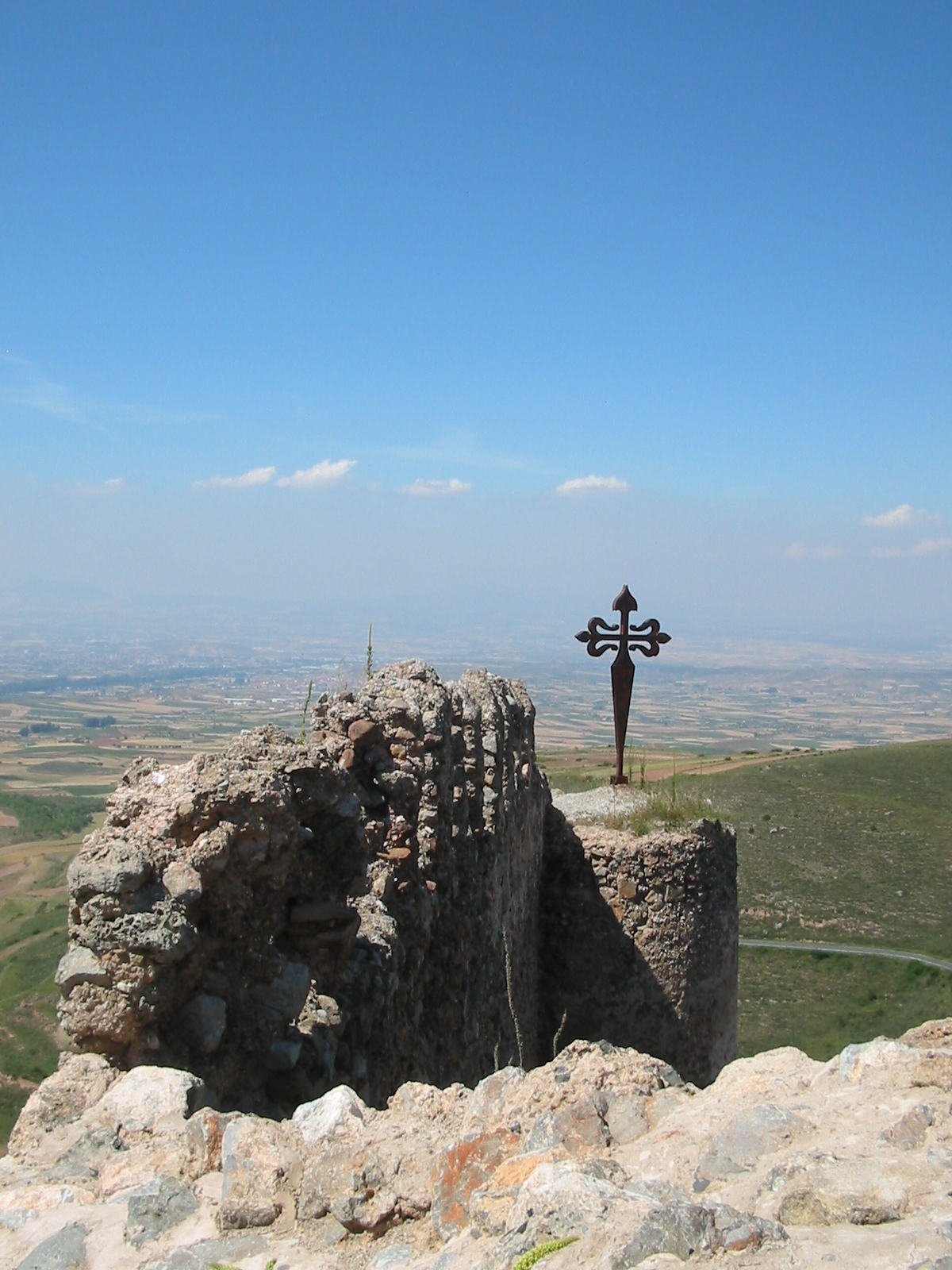
Хрест Святого Якова на замку Клавіхо

Нинішній герб був затверджений 5 квітня 1957 року указом Міністерства внутрішніх справ (тоді відомого як Мініоріо де ла Гобернасьон) для використання тодішньою провінцією Логроньо. Це був герб, прийнятий автономною спільнотою Ла-Ріоха в 1985 році. 
Зображення ліворуч стосуються Шляху Святого Якова, який перетинає Ла-Ріоху зі Сходу на Захід: вони є червоним хрестом Сантьяго (Святого Якова); під ним Монте-Латурс, нагадуючи вигадану битву при Клавії); а поруч з хрестом - дві паломницькі мушлі. З правого боку замок виконує інтегруючу функцію, оскільки всі найбільші муніципалітети (крім Калагорри) мають на гербі замок. Під ним зображена річка Ебро, яка зрошує землі Ла-Ріохи. 
І лілеї, і королівська корона - це символи, які іспанські монархи надавали регіону на знак визнання "здійснених героїчних вчинків". Лілеї походять з герба міста Логроньо та був наданий Карлом V.

## Зовнішні посилання
- Герб Ла-Ріоха за версією регіонального уряду (іспанська мова)